# Sudanska obrambna sila
Sudanska obrambna sila (angleško Sudan Defence Force; kratica: SDF) je bila sudanska vojaška enota, ki je bila pod britanskim poveljstvom in je bila ustanovljena leta 1925 z namenom nadzora sudanskih meja. Med drugo svetovno vojno je bila SDF vpletena tako v vzhodnoafriško kot zahodni puščavski kampanji.
Glavnino moštva so predstavljali Sudanci, medtem ko je bil poveljniški kader izključno britanski; častniki so bili tako za nekaj let dodeljeni SDF (do druge svetovne vojne je tako taka zadolžitev veljala za prestižno, saj so britanski častniki priložnost izkoristili za safarije in druge aktivnosti).